# نیگاتون
نیگاتون (به ارمنی: Նիգատուն) یک روستا در ارمنستان است که در استان آراگاتسوتن واقع شده‌است. در کیلومتری شمال آشتاراک، مرکز استان آراگاتسوتن و در ۳٫۵ کیلومتری شمال غرب آرتاشاوان واقع شده‌است.

## خصوصیات
نیگاتون؟ نفر جمعیت دارد و در ارتفاع ۱۸۵۰ متر بالاتر از سطح دریا قرار گرفته‌است.
| سال   | ۱۸۳۱ | ۱۸۹۷ | ۱۹۲۶ | ۱۹۳۹ | ۱۹۵۹ |
| جمعیت | ۵۳   | ۵۰۳  | ۴۴۱  | ۴۵۳  | ۲۰۱  |